# Годора
Годора (груз. ღოდორა) — село в Грузии, на территории Сачхерского муниципалитета края (мхаре) Имеретия.

## География
Село находится в центральной части Грузии, к востоку от реки Дзирулы, на расстоянии 41 километра к юго-востоку от города Сачхере, административного центра муниципалитета. Абсолютная высота — 812 метров над уровнем моря.

## Население
По результатам официальной переписи населения 2014 года, в Годоре проживало 150 человек (76 мужчин и 74 женщины). В национальной структуре населения грузины составляли 100 %.
| Год  | Население, человек |
| ---- | ------------------ |
| 2002 | 197                |
| 2014 | ↘ 150              |